# Лабрусс, Сюзанна
Клотильда-Сюзанна Курсель де Лабрусс (фр. Clotilde-Suzanne Courcelles de Labrousse; 8 мая 1747 —1821, Париж) — французская проповедница, была известна пророчествами о Великой французской революции.

## Биография
Происходила из дворянской семьи, получила образование в монастыре урсулинок в Перигё. Предполагается, что в детстве или подростковом возрасте у неё были мистические видения.
В возрасте 19 лет стала францисканской монахиней. Сюзанна добилась у главы францисканского ордена право заниматься проповедями за стенами монастыря. Есть мнение, что в те годы она предсказала Французскую революцию и падение роли дворянства и духовенства.
В 1791 году познакомилась в Париже с герцогиней де Бурбон, с которой поддерживала дружеские отношения.
В феврале 1792 года покинула Францию и отправилась в Папскую область для встречи с папой римским Пием VI, которого хотела убедить в пользе революции. Во время путешествия по Италии была арестована в Монтефьясконе и отправлена в Замок Святого Ангела, где находилась в заключении.
В феврале 1798 года Рим был занят французскими войсками под командованием генерала Луи Александра Бертье и Сюзанна была освобождена из тюрьмы.
После освобождения вернулась в Париж, где прожила последующие 23 года, скончавшись в 1821 году в возрасте 74 лет.